# ビリー・マレー (ボクサー)
ビリー・マレー（Billy Murray、本名：ジョン・H・マークス、John H. Marques、1892年4月18日 - 1926年3月4日）は、20世紀はじめのアメリカ合衆国のミドル級のプロボクサー。カリフォルニア州ペタルーマ生まれ。ポルトガル系とされる。

## ボクシング戦績
1910年5月のデビュー戦は、TKO勝利を果たしたが、ボクシングを始めた初期には、成績は芳しいものではなく、戦績は3勝2敗1引き分けであったが、その後、信じられないような連勝が続くことになった。7戦目以降は、アントン・ラグラーヴ (Anton LaGrave)、ジョニー・マッカーシー (Johnny McCarthy)、ジミー・クラビー (Jimmy Clabby)、その他のボクサーたちを相手に、49戦無敗を記録した。しかし、この連勝の後、マレーはジョージ・チップに2連敗を喫した。これに続いて2連勝したが、直後には9連敗を喫した。その後も、1918年まではコンスタントに戦い続け、最後は1920年と1922年に1回ずつリングに上がって、のべ23戦を戦い、生涯で61勝（44KO）20敗、9引き分けの記録を残した。
1922年の時点で、健康を害してロサンゼルスのサナトリウムに入っていたが、1926年にアリゾナ州ツーソンで、結核により死去した。